# Castello di Smolenice

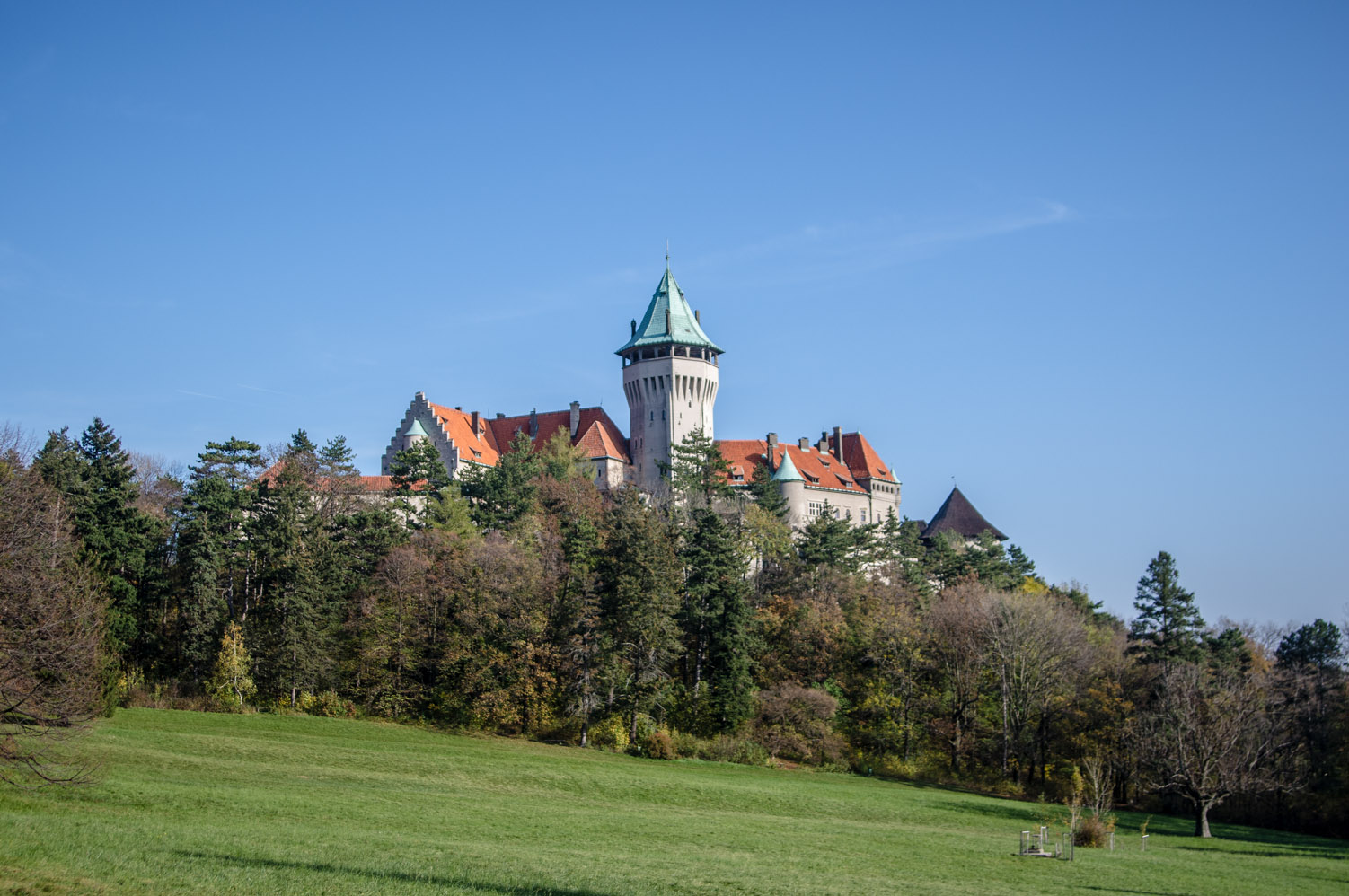
Il Castello di Smolenice, nell'aprile 2006

Il castello di Smolenice (in slovacco Smolenický zámok) è un castello che si erge sopra la città di Smolenice, nel versante orientale dei Piccoli Carpazi, in Slovacchia.

## Storia
La costruzione originaria del castello di Smolenice risale alla metà del XV secolo. All'inizio del XVI secolo, il castello venne acquistato dalla famiglia Országh. Il castello subì parziale distruzione durante la guerra di indipendenza di Francesco II Rákóczi (1703-1711) e completa durante le guerre napoleoniche.
La vita all'interno del castello cominciò a svilupparsi quando ne divenne proprietaria la famiglia Erdődy. Il primo che lo abitò stabilmente fu Tamás Erdődy con la sua consorte Anna Maria Ungnadová; Gabriel Erdődy (1615-1650) con sua moglie Maria Pállffyová, vissero nel castello in modo permanente e qui morirono. I loro corpi sono sepolti all'interno della chiesa di Smolenice.
Nel 1777 il conte Jan Palffy da Pezinok ha ereditato l'intero villaggio di Smolenice ma non risiedeva nel castello a causa del suo cattivo stato di conservazione e il decadimento che subì durante la vita di Krištof III, ultimo erede della famiglia Erdődy. Il castello è stato ricostruito solo nel XX secolo, per ordine del conte Jozef Pálffy. L'architetto Jozef Hubert ha progettato il nuovo castello utilizzando come modello il castello di Kreuzenstein, vicino a Vienna. L'edificio principale dispone di due ali e una torre ed è realizzato in cemento armato.
Il castello fu danneggiato nella primavera del 1945, durante la seconda guerra mondiale e in quello stesso anno divenne proprietà statale. Alcune ricostruzioni sono state fatte dopo il 1950 e dal 26 giugno 1953 il castello è di proprietà dell'Accademia slovacca delle scienze. Il castello è ora utilizzato come centro conferenze ed è aperto al pubblico solo nei mesi di luglio e agosto.

## Galleria d'immagini

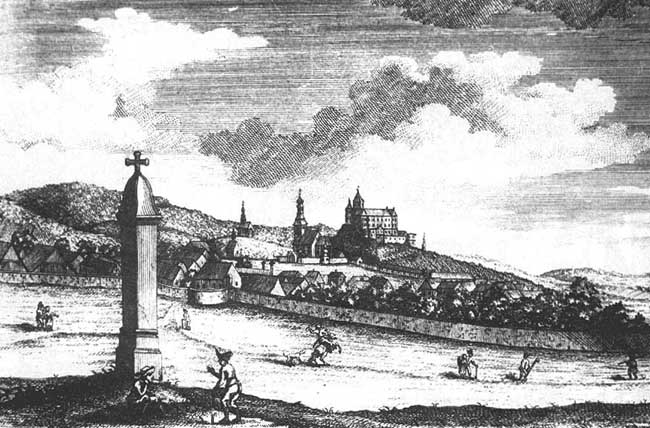
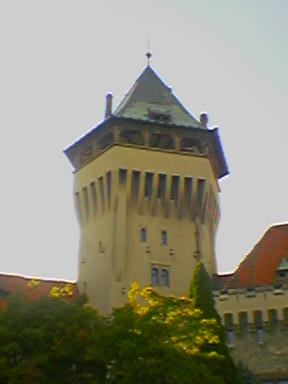
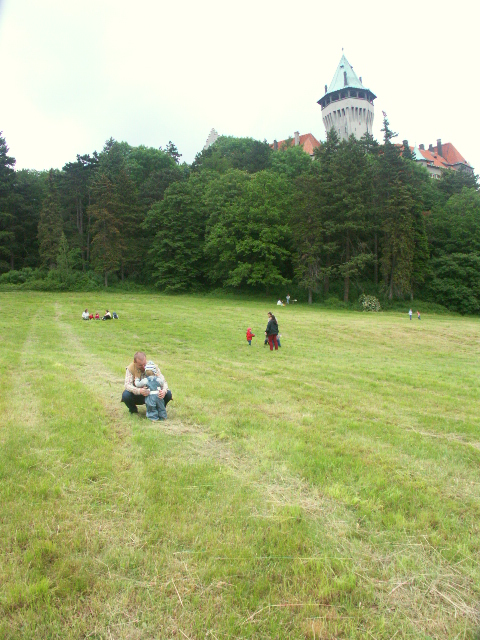
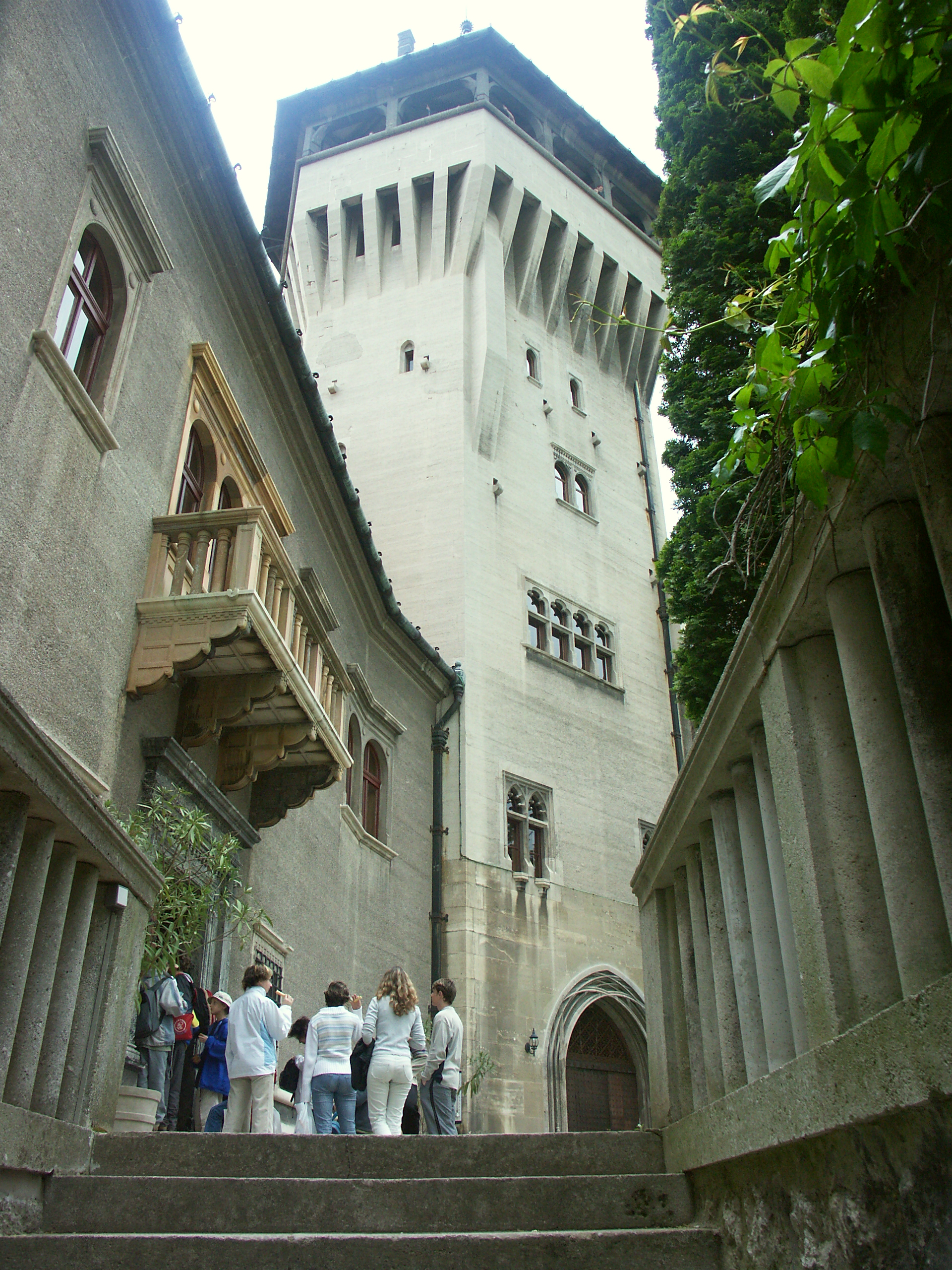
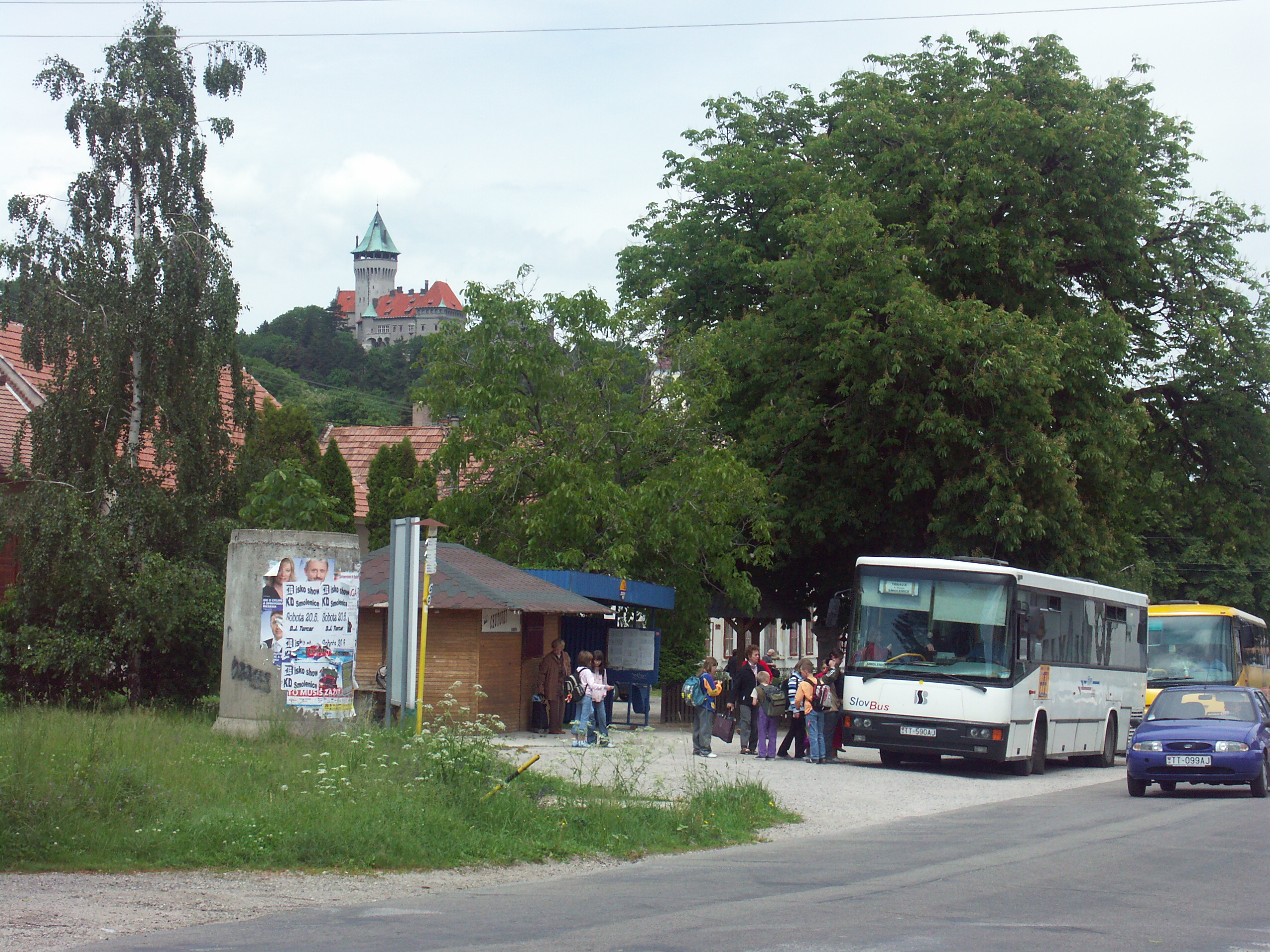
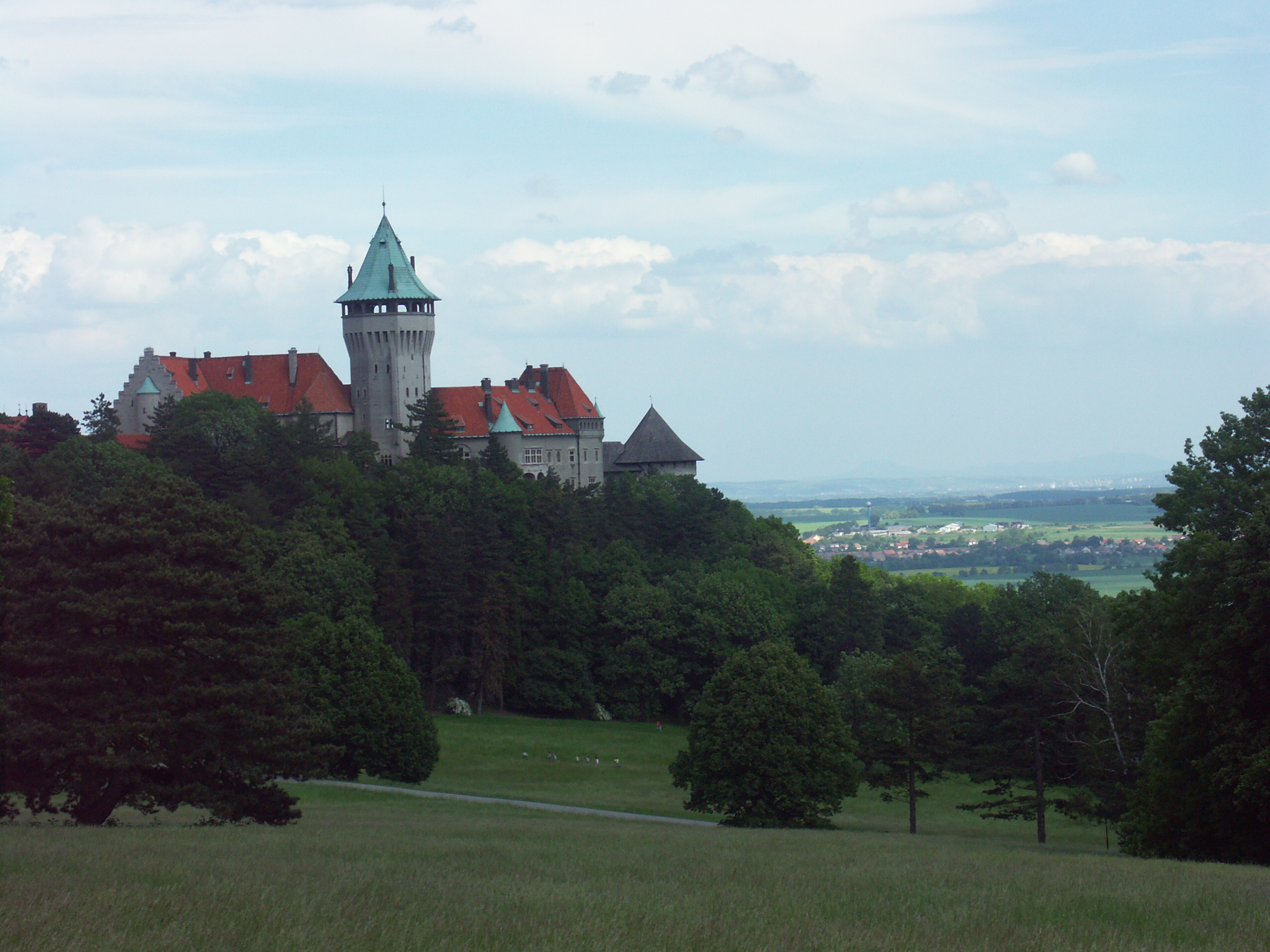
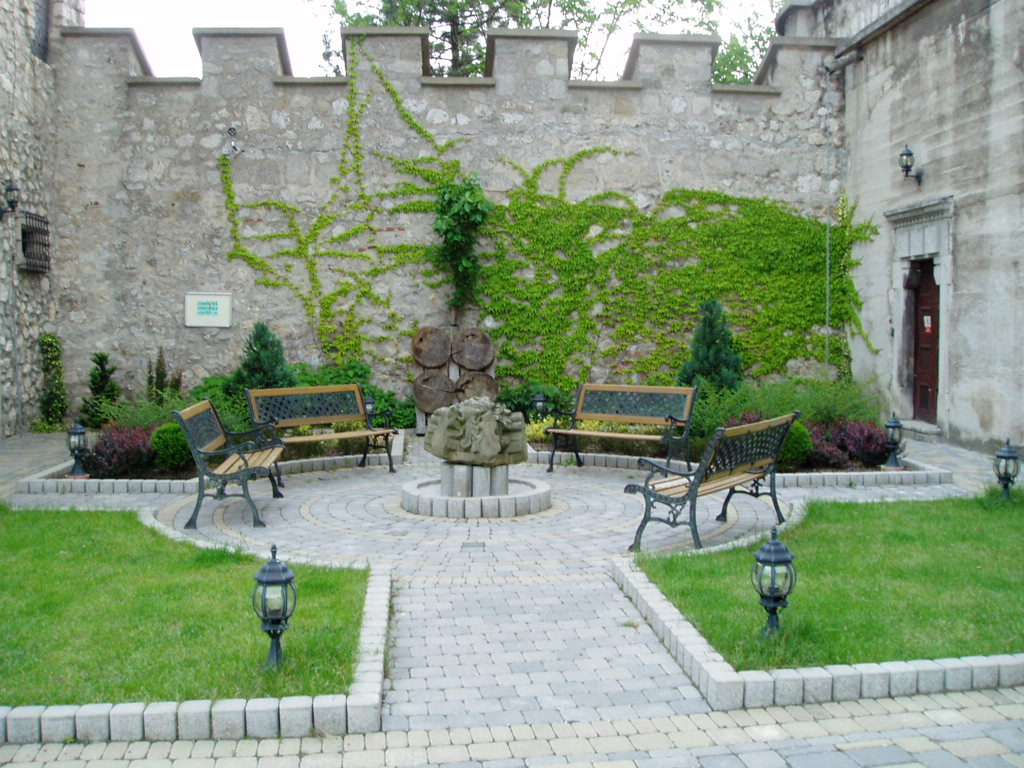
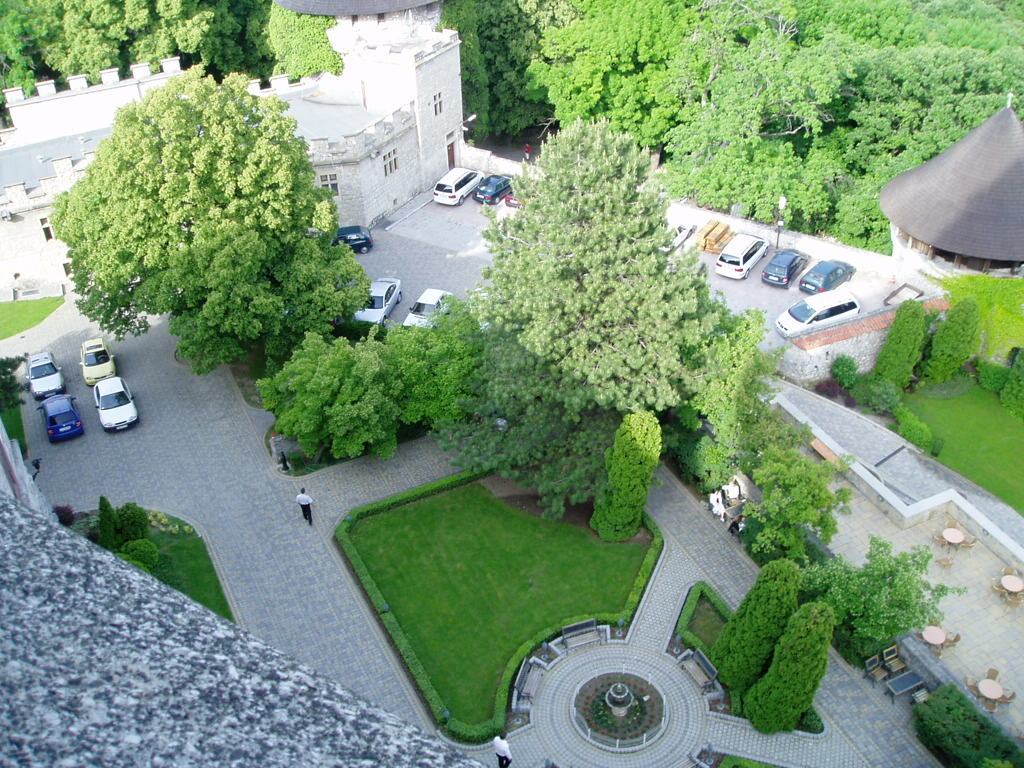
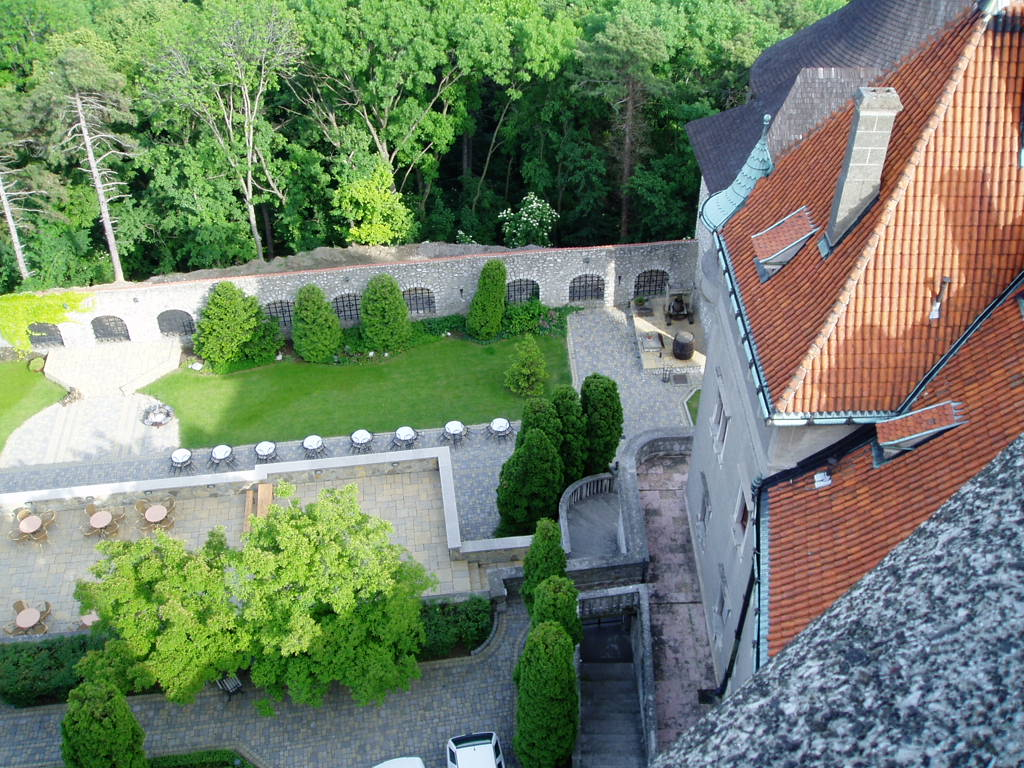